# Соларна и хелиосферична опсерваторија
SOHO, односно соларна и хелиосферична опсерваторија је европска летелица лансирана 2. децембра 1995. да пручава Сунце и дешавања на њему. Она је главни предвиђач дешавања на Сунцу и даје најважније информације. Поред тога, открила је 2700 комета. Опсерваторија је и данас активна, а планира се да ће радити до 2016 године. Налази се у лагранжовој тачки L1 са још две опсерваторије, 0.01 астрономских јединица од Земље и 0.99 астрономских јединица од Сунца. 1998. године опсерваторија је скоро изгубљена, па од тада користи посебну врсту замајаца који се понашају као виртуелни жироскоп и одржавају опсерваторију стабилном по свима трима осама. Снимци које SOHO направи често су доступне на интернету и свако може да их користи.

## Орбита
SOHO се налази у орбити око Сунца у близу L1 лагранжове тачке између Сунца и Земље где су Сунчева и Земљина гравитација изједначене.
Не налази се тачно у L1 јер је комуникација са објектима у тој тачки отежана због радио сметњи са Сунца па ту орбита није стабилна. SOHOов тачан положај је у равни која пролази кроз L1 а нормална је на раван еклиптике. Осим око Сунца, SOHO орбитира и око саме L1 тачке сваких 6 месеци.

## Комуникација са Земљом
SOHO преноси 200 килобита података у секунди. Подаци се шаљу директно НАСИ. Користе се за предвиђања соларне активности, тако да би остали сателити могли да буду на време заштићени. На пример, ако би нека олуја са Сунца погодила комуникациони сателит, дошло би до немогућности комуникације са Земљом, телефони и интернет не би радили итд.
2003 ESA (европска свемирска агенција) је пријавила проблеме са мотором који одржава једну од оса (Y осу) која је неопходна у добијању података.
Предвиђано је да ће због квара на антени долазити до онемогућене комуникације са опсерваторијом по три до шест недеља свака три месеца што би проузроковало губитак података. Међутим, имповизацијом квар је смањен, па се губи много мање података на свака три месеца.

## Инструменти
SOHO поседује 12 инструмената, који могу да снимају цело Сунце или само делове.
- Coronal Diagnostic Spectrometer (CDS) који мери густину, температуру и дешавања у корони
- Charge Element and Isotope Analysis System (CELIAS) који проучава наелектрисане честице и изотопе у соларном ветру
- Comprehensive SupraThermal and Energetic Particle analyser collaboration (COSTEP) који проучава јоне и електроне у соларном ветру, и често ради заједно са ERNE детектором.
- Extreme ultraviolet Imaging Telescope (EIT) који проучава ултраљубичасто зрачење короне
- Energetic and Relativistic Nuclei and Electron experiment (ERNE) који као и COSTEP проучава јоне и електроне у соларном ветру.
- Global Oscillations at Low Frequencies (GOLF) мери брзину Сунчевог диска као целине
- Large Angle and Spectrometric Coronagraph (LASCO) проучава структуру и еволуцију короне стварајући вештачко помрачење Сунца
- Michelson Doppler Imager (MDI) мери брзину и магнетно поље фотосфере. Такође проучава конвективну зону и магнетне силе које утичу на корону. Највише података шаље баш овај инструмент и истовремено је најважнији.
- Solar Ultraviolet Measurement of Emitted Radiation (SUMER) мери избацивања плазме у свемир, као и густину и температуру у корони.
- Solar Wind Anisotropies ([SWAN]) користи телескопе који снимају водоник на одређеној таласној дужини и мери флукссоларног ветра
- UltraViolet Coronagraph Spectrometer (UVCS) мери густину и температуру короне
- Variability of solar IRradiance and Gravity Oscillations (VIRGO) који мери осцилације целог диска али у ниској резолуцији, како би добио комплетну слику спољашњих слојева Сунца

## SOHO инцидент
След догађаја у вези са прекидом SOHO започео је 24.06.1998. године док је SOHO тим спроводио низ калибрација и маневара на летелицином жироскопу. Операције настављају са радом све до 23:16 UT када је изгубљен фокус са Сунца и летелица је почела да излази из уобичајене орбите и ушла у мод за ванредно стање. SOHO тим је покушао да поврати опсерваторију али је 25. јуна у 02:35 опет изгубљен. Настављен је рад на опоравку али улазак у ванредни мод се поновио. Тада су изгубљени сви контакти са летелицом и мисија је привремено прекинута. SOHO се ротирао, губио енергију, струју и више није био у орбити.
Стручњаци ЕСА су контролу операција пребацили из Европе у САД. Дани су пролазили без икаквих повратних информација од летелице. 23. јула Аресибо је коришћен да пронађе SOHO уз помоћ радара, и одреди његову локацију. Пронађен је близу предвиђеног места. Летелица није била калибрисана и потпуно се ротирала у односу на Сунце. Након што су га пронашли отпочели су планови за контактирање летелице. Трећег августа детектован је сигнал. Контакта са летелицом није било још од 25.јуна. Батерије су биле скоро празне па је летелици било тешко да се сама оријентише. Након неколико дана пуњења летелица је била у стабилном котакту са Земљом. 
SOHO је званично поново почео са радом 20 септембра после пар корекција орбите и враћања Сунца у фокус.

## Открића комете
SOHO је често "случајно" откривао комете. Заслужан је за откриће скоро половину познатих комета за 15 година свог рада. Иако ово није његова примарна мисија, до откривања комета често долази када оне упадну у видно поље неког од инструмената (најчешће LASCO). Више од 70 људи из 18 различитих земаља пријавило је новооткривене комете у току обраде података. Комете су откривене захваљујучи томе што су подаци од SOHOа доступни свим интернет корисницима.